# Przymusowy wykup akcji
Przymusowy wykup akcji (z (ang.) tzw. squeeze out, wyciśnięcie ze spółki) – przymusowy wykup akcji należących do akcjonariuszy mniejszościowych przez akcjonariuszy większościowych, a mający na celu uzyskanie pełnej kontroli nad spółką akcyjną oraz zmniejszenie kosztów obsługi akcjonariatu.
Istnienie w porządku prawnym instytucji przymusowego wykupu akcji stwarza spółce możliwość ochrony przed drobnym akcjonariuszem, który w złej wierze utrudnia jej bieżącą działalność poprzez nagminne zaskarżanie decyzji władz spółki do sądu gospodarczego.
Ścisłe ograniczenia ustawowe dotyczące przymusowego wykupu akcji wykluczają samowolę akcjonariusza większościowego i stanowią kompromis pomiędzy ochroną interesów spółki, jej wierzycieli oraz akcjonariusza większościowego a prawem własności drobnych akcjonariuszy. Przymusowy wykup akcji jest obecny w ustawodawstwie większości państw Unii Europejskiej.

## Przymusowy wykup akcji w prawie polskim
Możliwość przymusowego wykupu akcji pojawiła się w prawie polskim wraz z wejściem w życie kodeksu spółek handlowych. Poprzednio obowiązujący kodeks handlowy z 1934 r. takiej regulacji nie zawierał.
Instytucję przymusowego wykupu akcji wprowadzono do polskiego systemu prawnego w 2001 roku w art. 418 (przepisy o walnym zgromadzeniu) Kodeksu spółek handlowych. Zgodnie z art. 418 ksh przymusowy wykup akcji może być podjęty wobec akcjonariuszy posiadających nie więcej niż 5% akcji spółki, przez nie więcej niż pięciu akcjonariuszy, posiadających łącznie nie mniej niż 95% kapitału zakładowego, z których każdy posiada nie mniej niż 5% kapitału zakładowego, jedynie w drodze uchwały walnego zgromadzenia akcjonariuszy. Za przymusowym wykupem muszą opowiedzieć się akcjonariusze posiadający 95% oddanych głosów.
Wykupu akcji dokonuje się według stawek wyceny dokonanej przez biegłego, powołanego przez walne zgromadzenie.
Regulacja dotycząca przymusowego wykupu akcji w Kodeksie Spółek Handlowych nie znajduje zastosowania w stosunku do spółek publicznych. Materię tę reguluje art. 82 Ustawy o ofercie publicznej i warunkach wprowadzania instrumentów finansowych do zorganizowanego systemu obrotu oraz o spółkach publicznych z dnia 29 lipca 2005 r.
Przymusowy wykup akcji był przedmiotem uwagi Trybunału Konstytucyjnego, który uznał jego zgodność z Konstytucją. Zastrzegł jednak, że każdemu z akcjonariuszy pokrzywdzonych wykupem przysługuje prawo zaskarżenia do sądu uchwały walnego zgromadzenia o przeprowadzeniu przymusowego wykupu akcji.